# Abdij van Pomposa

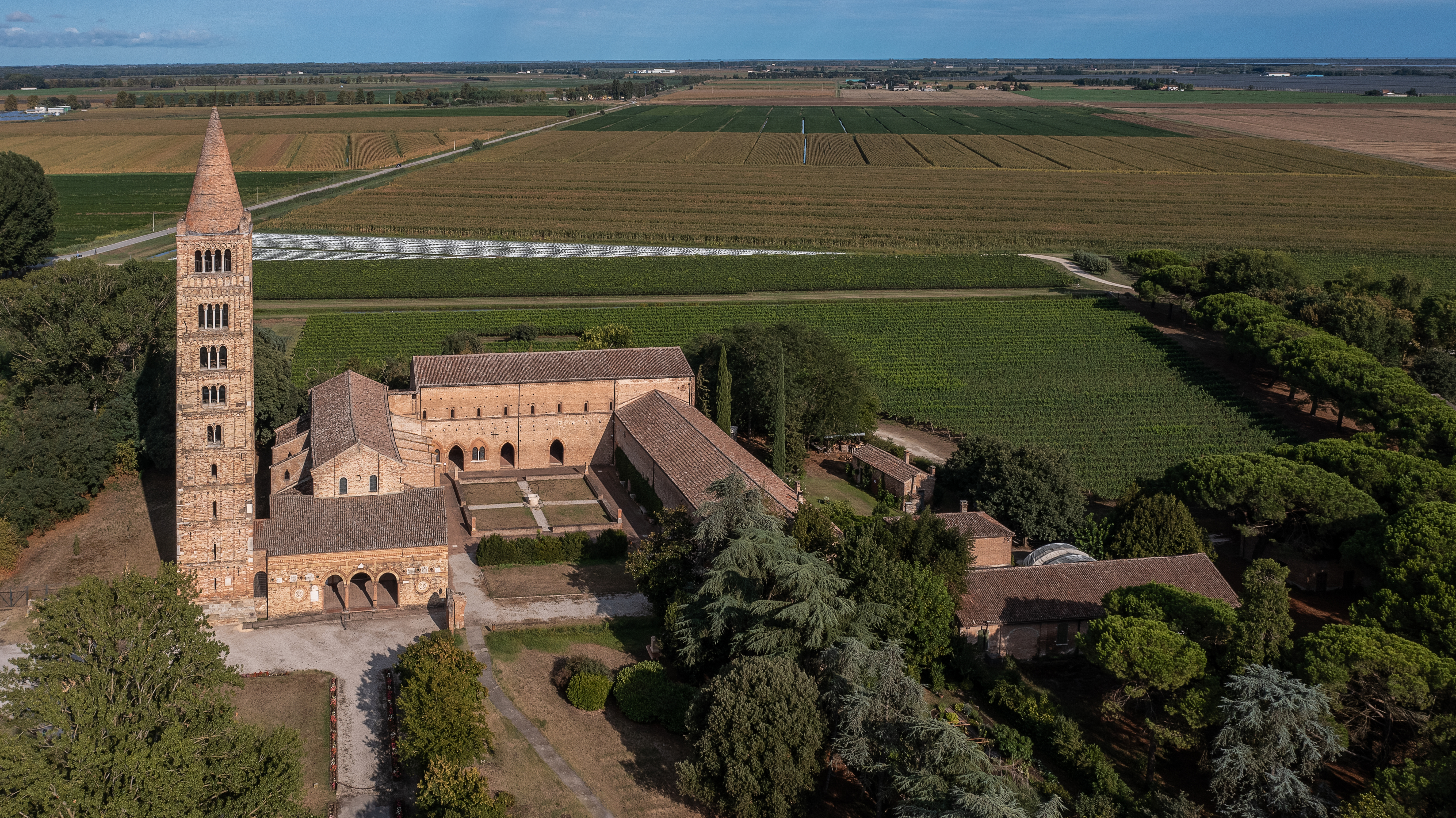
Luchtbeeld

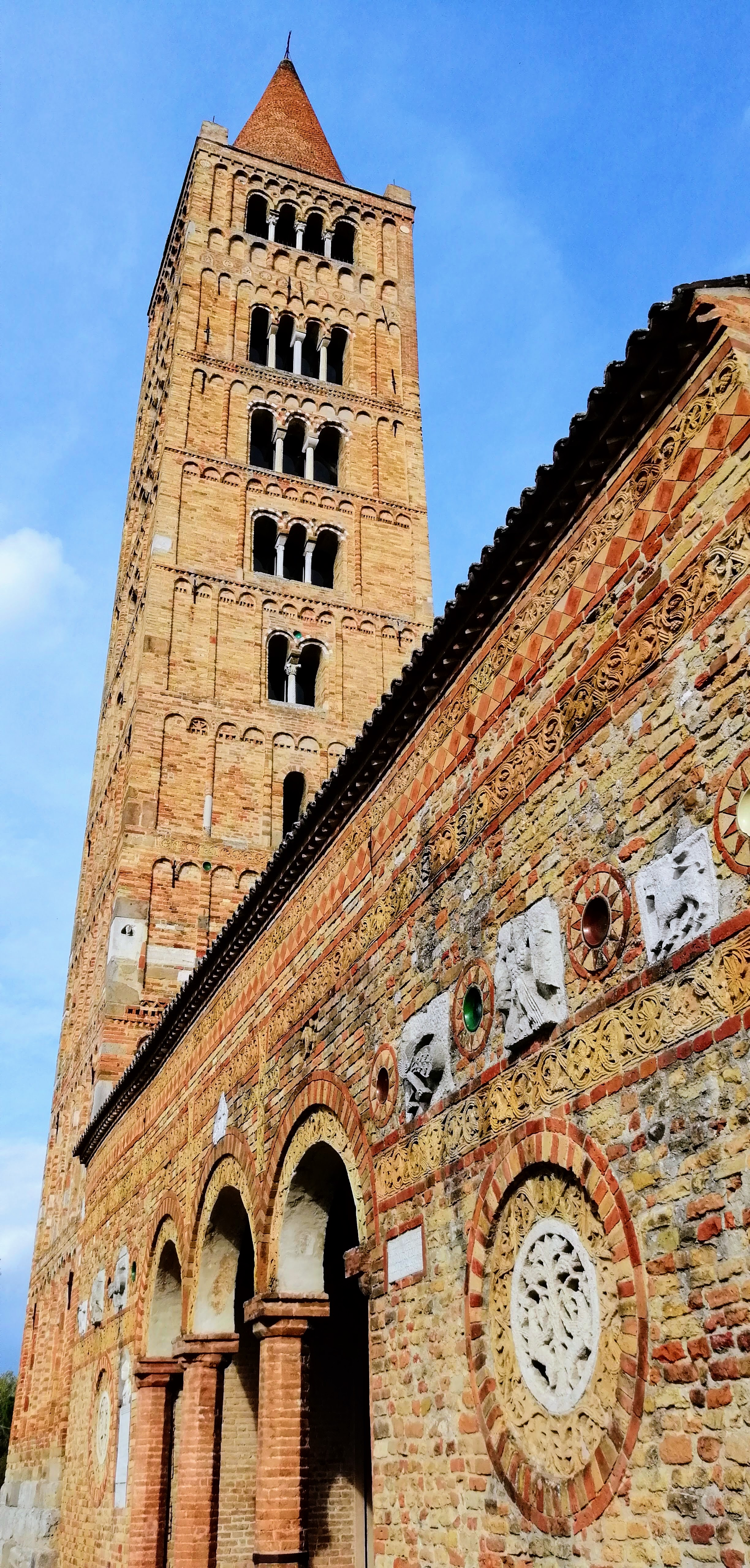
Klokkentoren en kerk

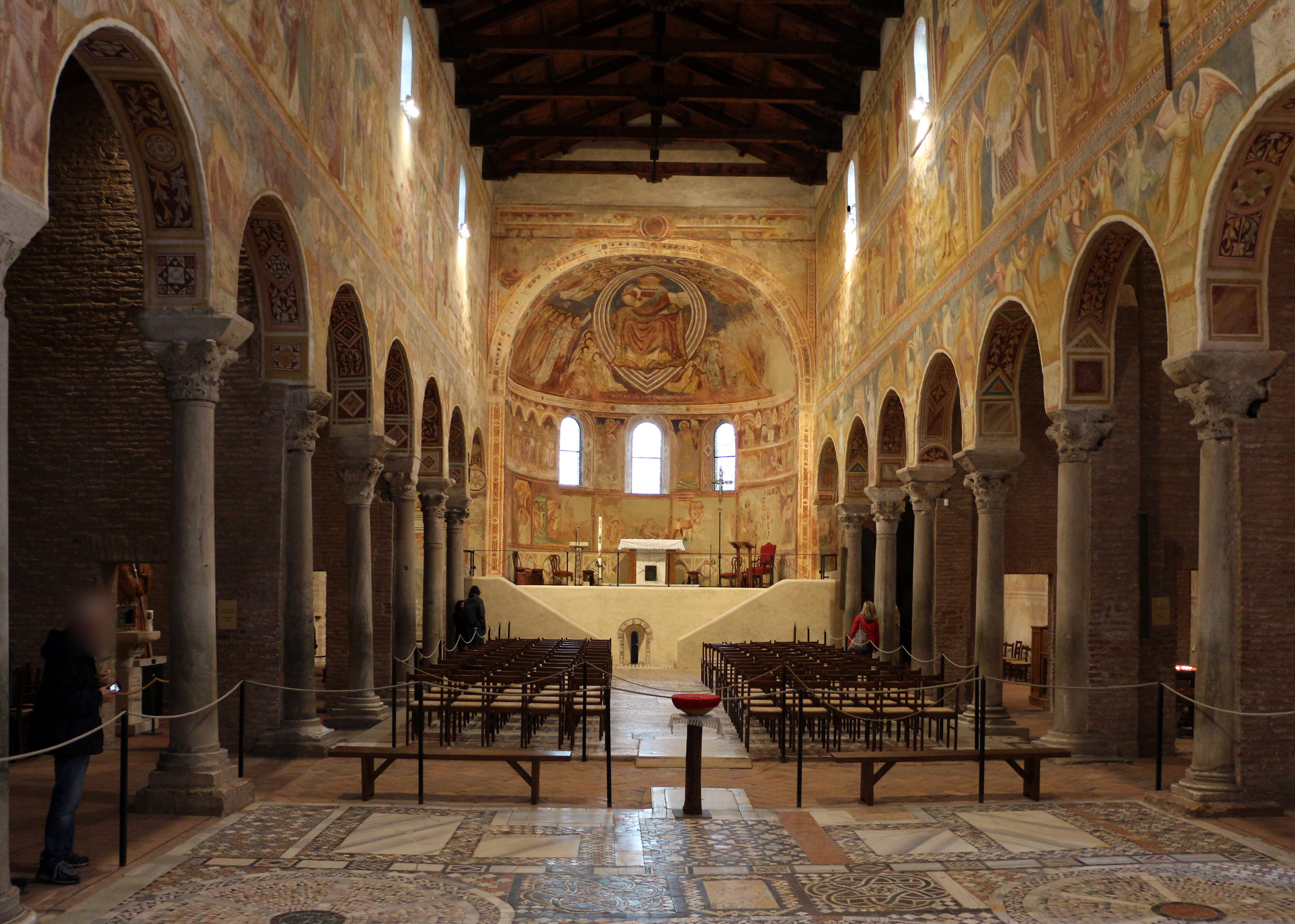
Interieur

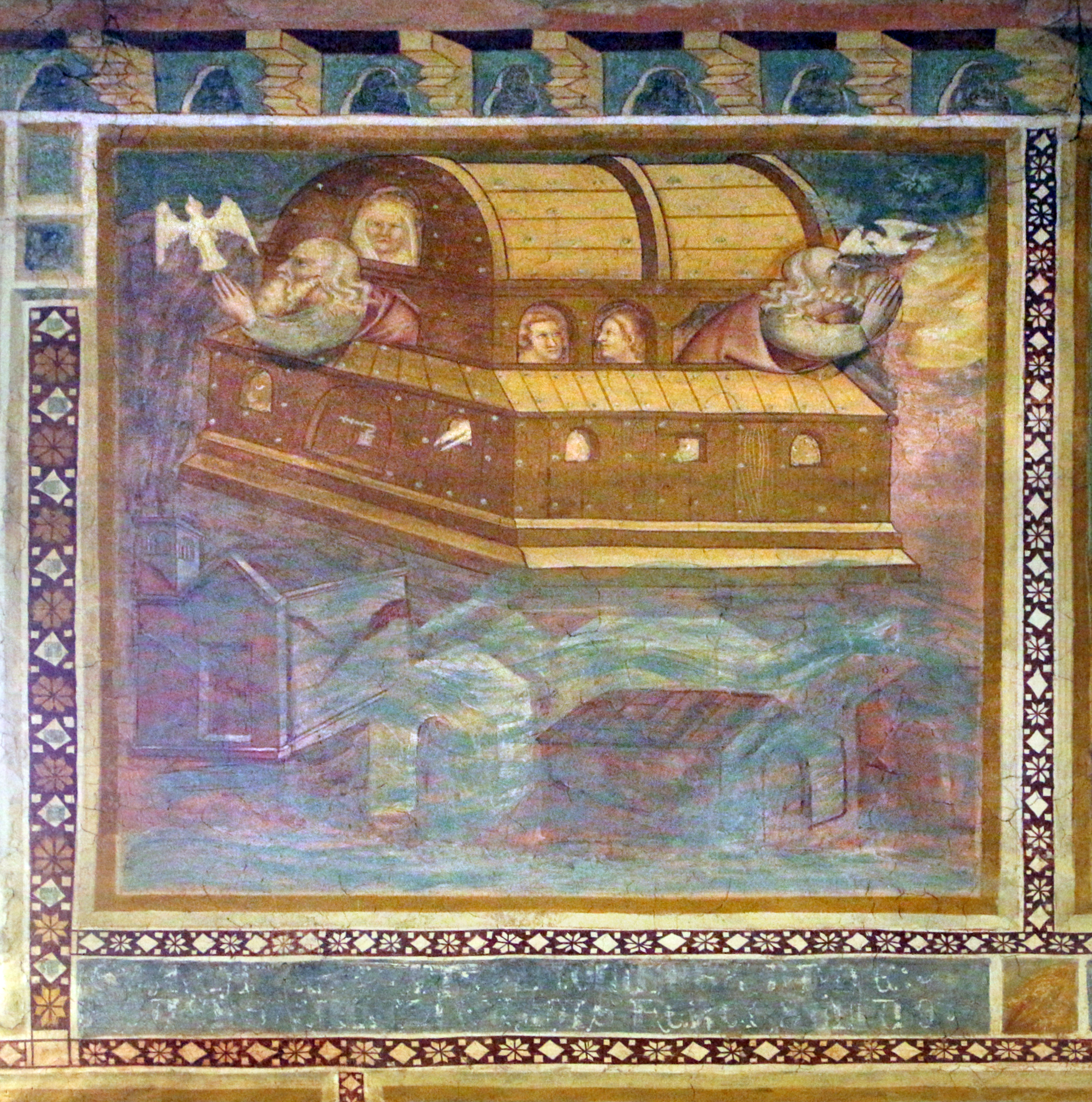
Frescotafereel met de Ark van Noach

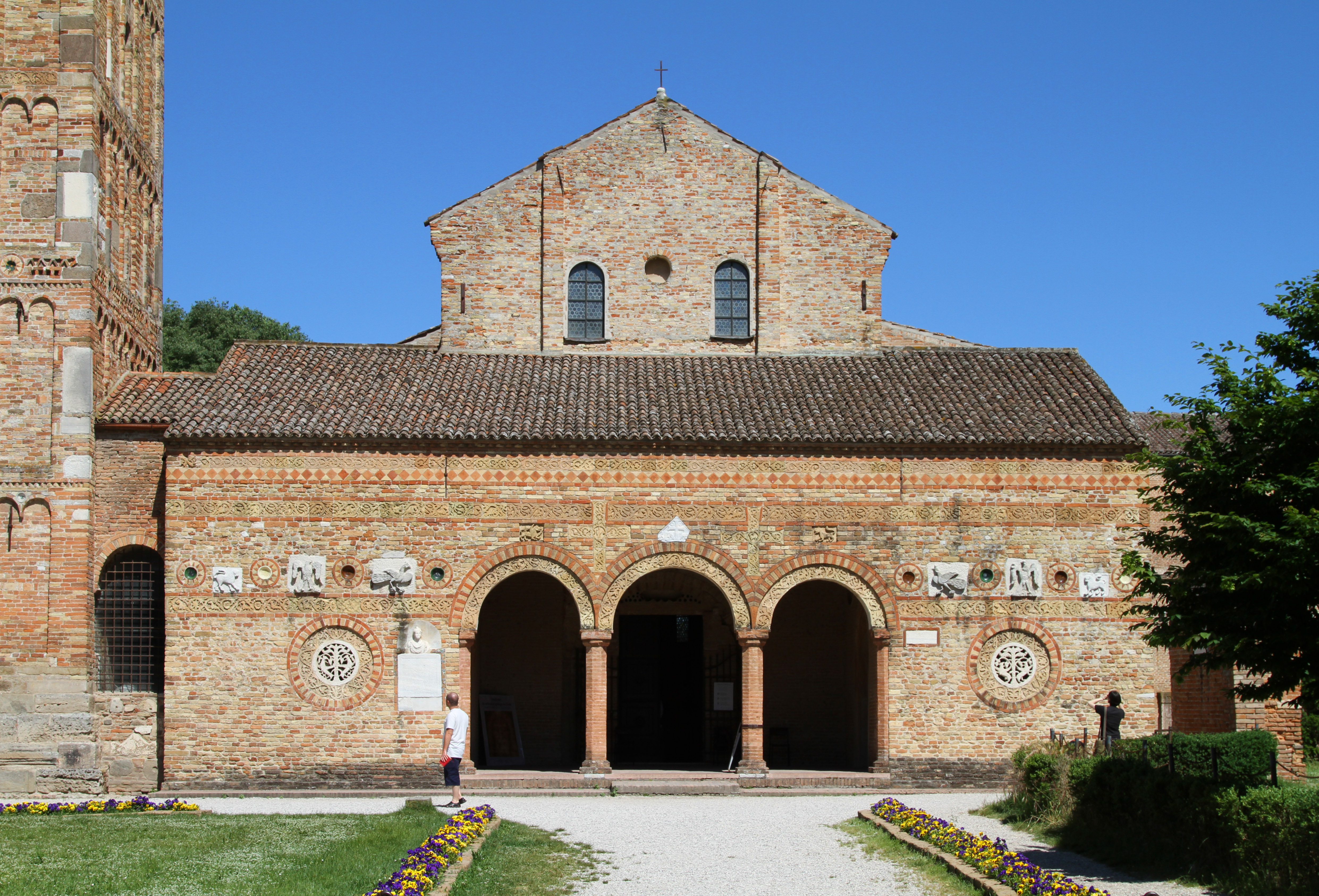
Narthex

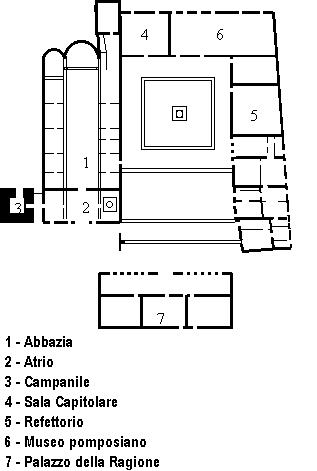
Plattegrond

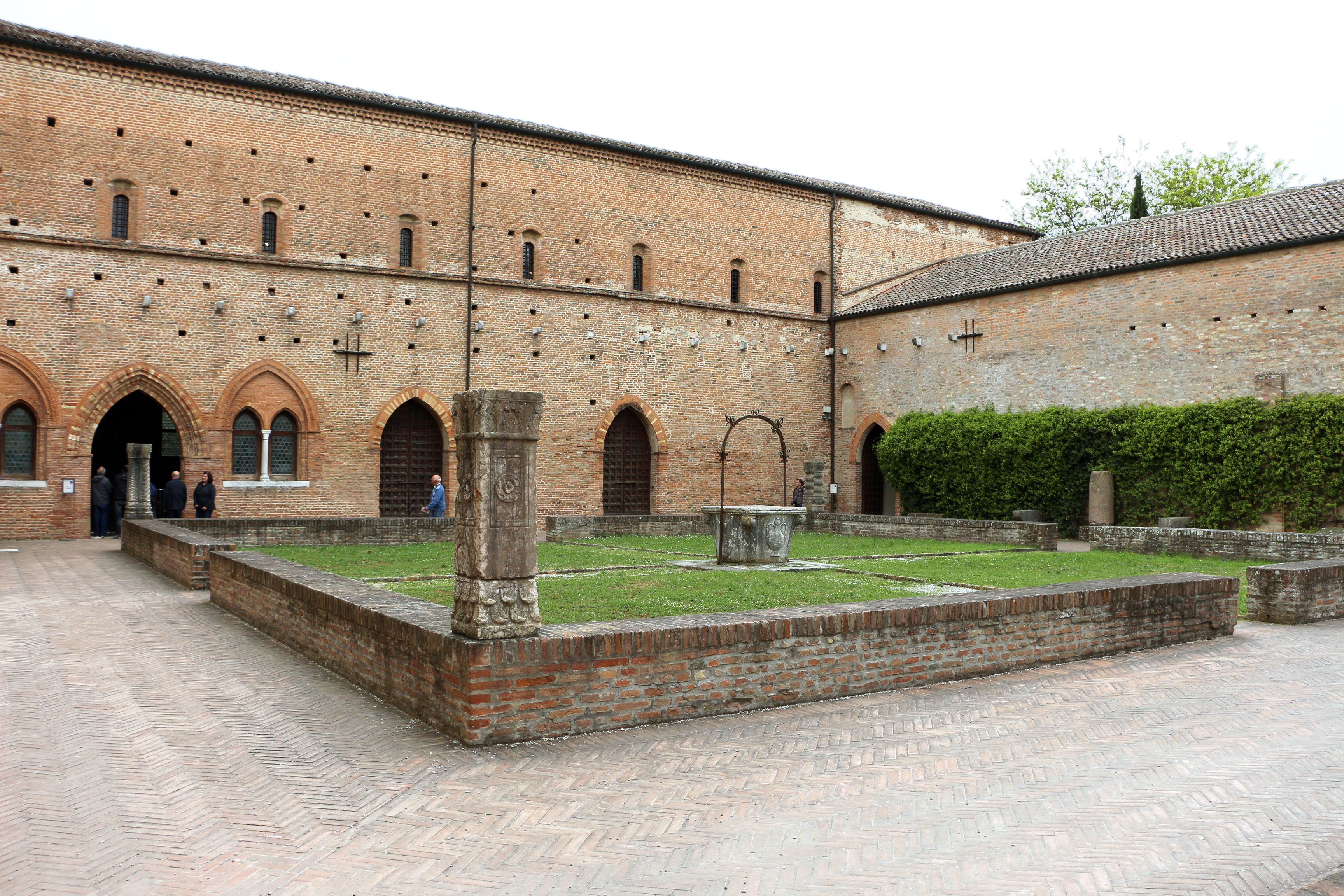
Kloostertuin

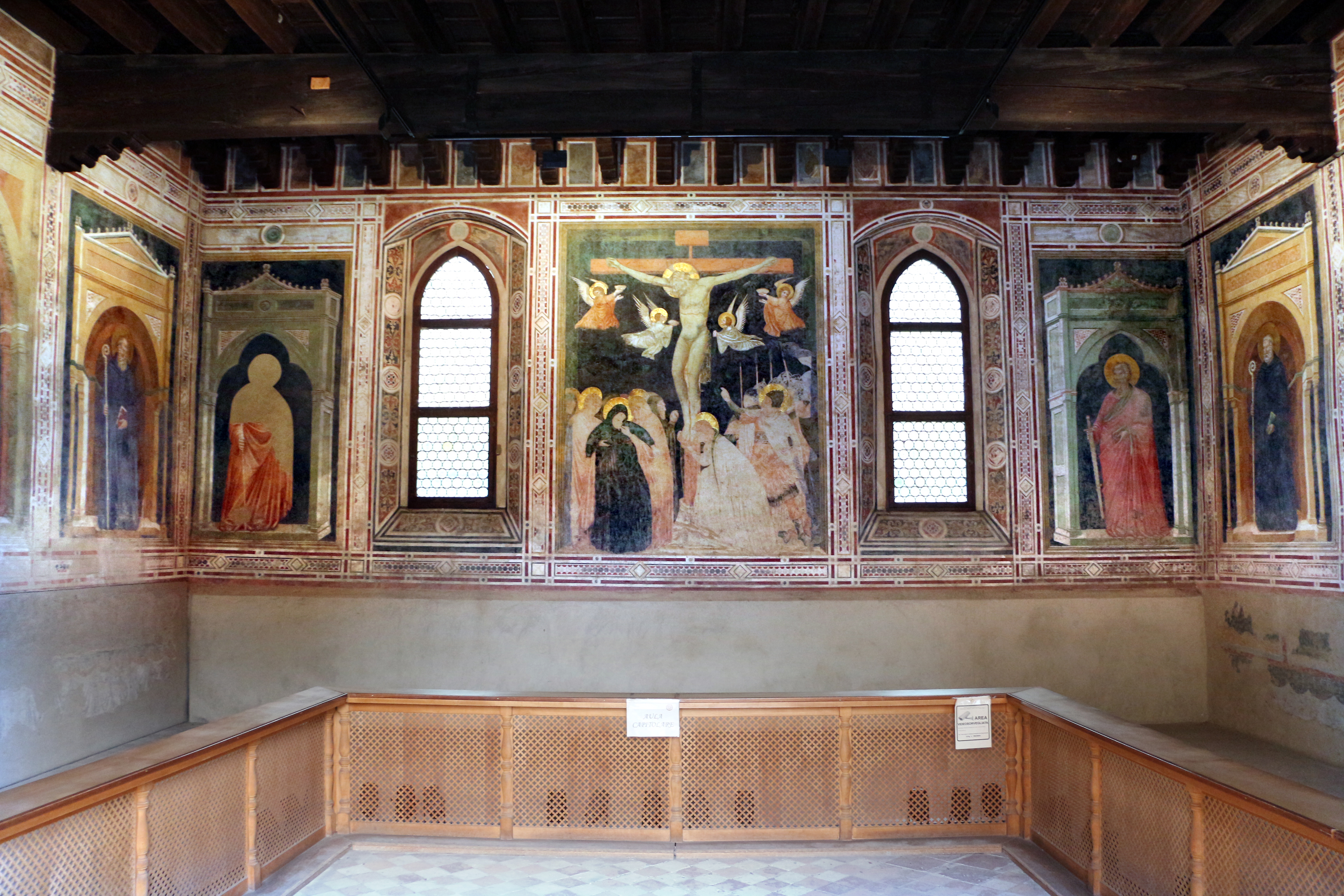
Kapittelzaal

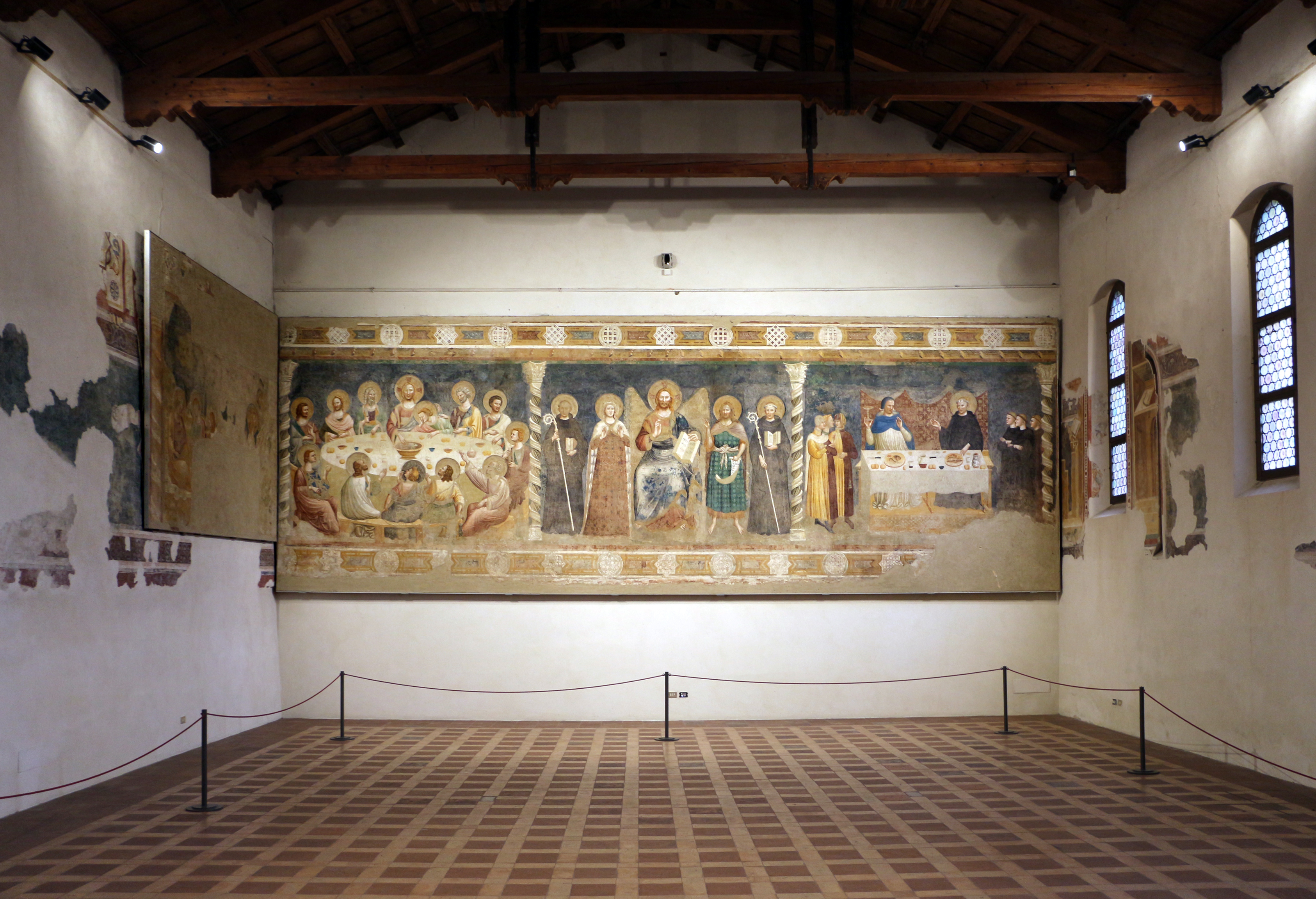
Eetzaal

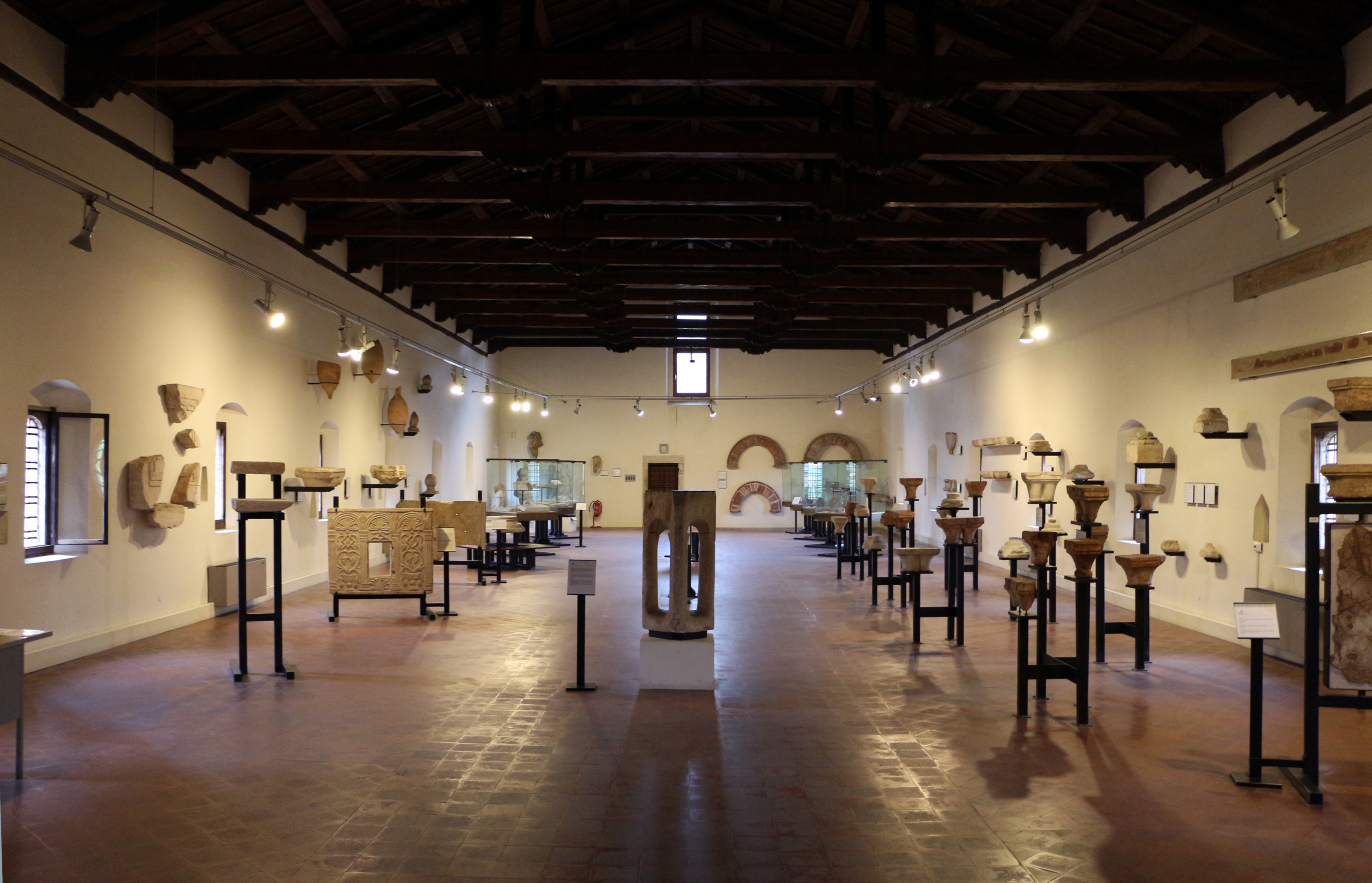
Museum

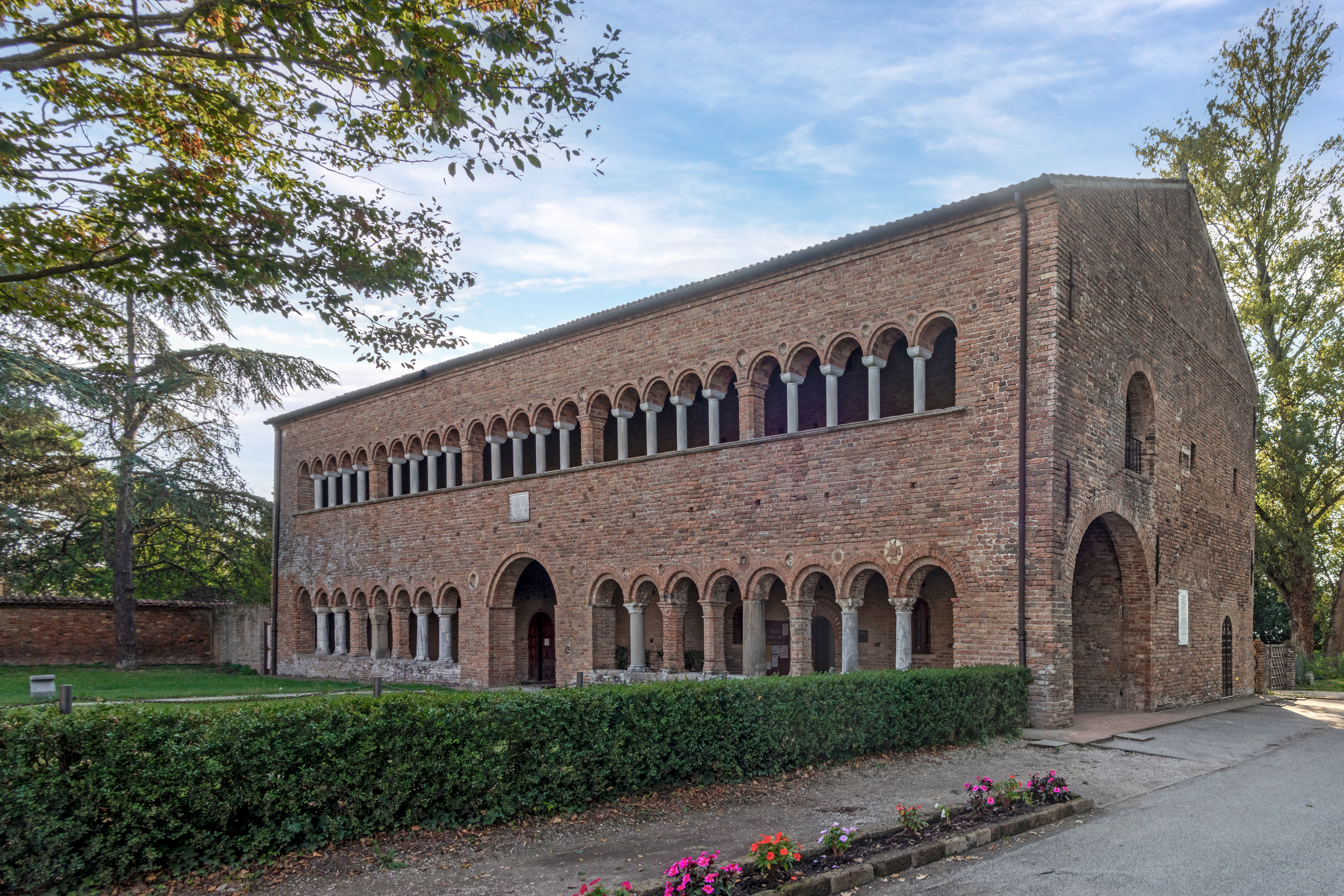
Palazzo della Ragione

De abdij van Pomposa (Italiaans: Abbazia de Pomposa; Latijn: Abbatia Sanctae Mariae Pomposae) is een voormalige abdij van de benedictijnenorde in de Noord-Italianse gemeente Codigoro in de provincie Ferrara. De kerk bedient sinds de opheffing van de abdij een parochie gewijd aan Guido van Pomposa en aan Maria-Tenhemelopneming (Chiesa di San Guido Abate e Maria Assunta in Cielo). In de vroegere slaapzaal is een museum ondergebracht. Ook het Palazzo della Ragione is een bewaard onderdeel van het abdijcomplex.
Architecturaal wordt de abdij beschouwd als een van de belangrijkste romaanse bouwwerken in Noord-Italië. In haar bewaarde vorm is ze grotendeels 11e-eeuws. Ze heeft een bijzondere klokkentoren uit 1063 en diverse imposante frescocycli uit de 14e eeuw.

## Geschiedenis
De abdij ontstond op een eiland in de Podelta aan de Via Popilia. Volgens de heersende opvattingen was er in de 6e eeuw een primitieve kerk en gaat de monastieke gemeenschap terug tot de 8e eeuw. De eerste schriftelijke informatie over het klooster komt uit een brief die paus Johannes VIII in 874 stuurde aan keizer Lodewijk II. 
De monniken ontgonnen het gebied en creëerden er een bloeiende landbouweconomie. Tegen het jaar 1000 was Pomposa een van de belangrijkste vestigingen van de benedictijnen in Italië geworden. De macht van de abt strekte zich uit over de omliggende plaatsen en over verderaf gelegen gebieden in Noord- en Midden-Italië. Zelf was Pomposa afhankelijk van de abdij van Bobbio. In 982 kende keizer Otto II het gezag over Pomposa toe aan de San Salvatore-abdij van Pavia, terwijl keizer Otto III het in 999 toewees aan de aartsbisschop van Ravenna. Nadien wisselde het nog diverse keren tussen Pavia en Ravenna. 
Het hoogtepunt van de abdij kwam er onder het lange bewind van abt Guido degli Strambiati (1008-1046), die heilig zou worden verklaard. Onder de ruim honderd monniken aan wie hij leiding gaf, was Guido van Arezzo, uitvinder van de moderne muzieknotatie. Een andere beroemde monnik was Petrus Damiani. De kopiisten van Pomposa werkten vlijtig aan een bibliotheek die duizenden manuscripten omvatte. De abdijkerk werd uitgebreid en in 1026 opnieuw ingewijd. 
In 1152 zorgde de watersnood van Ficarolo voor een ingrijpende hertekening van het rivierenlandschap rond de abdij. De hoofdstroom van de Po verlegde zich noordwaarts en het debiet van de Po di Volano daalde gestaag. Het gebied rond de abdij werd moerassiger, met als gevolg meer malaria. De bevolking kromp en ook het kloosterleven leed onder de toestand. In 1306 waren er nog maar 10 monniken en in 1336 ging Pomposa over naar een commendatair regime.
In de daaropvolgende eeuwen kwam Pomposa onder het gezag van diverse andere abdijen, die veel van haar patrimonium naar hun eigen huizen overbrachten. In 1492 werd Pomposa opgenomen in de Congregatie van Santa Giustina. In 1553 verhuisde het merendeel van de monniken naar Ferrara, waar hertog Ercole I d'Este een klooster voor hen liet bouwen. In 1653 werd de abdij opgeheven door paus Innocentius X. De laatste monniken vertrokken in 1671.
De abdijkerk werd eerst een parochiekerk. Tijdens de Franse Revolutie werd ze verkocht aan een particulier, die in de kloostergebouwen een landbouwbedrijf vestigde. In de jaren 1920 werden de gebouwen onteigend en gerestaureerd. Hierdoor kreeg de abdij haar huidige uiterlijk.
In 1964 werd Pomposa tot titulaire abdij verklaard in het bisdom Comacchio, dat in 1986 opging in het aartsbisdom Ferrara-Comacchio. De betreffende aartsbisschop is formeel abt van Pomposa, hoewel er geen religieuze gemeenschap meer leeft.
Sinds 2014 wordt het abdijcomplex beheerd door het Ministerie van Cultureel Erfgoed en Activiteiten, via een regionale directie.

## Kerk
De kerk werd gebouwd in de 8e of 9e eeuw als een driebeukige basilica zonder dwarsschip, naar het voorbeeld van enkele kerken in het naburige Ravenna. Het schip wordt van de zijbeuken gescheiden door zuilen met fijn bewerkte kapitelen. In de zijbeuken zijn in de 18e en 19e eeuw verschillende dwarse steunmuren gebouwd, ten koste van de architectonische ervaring.
De toegang tot de kerk verloopt via de narthex (voorhof), die in de 11e eeuw werd toegevoegd door meester Mazulo. Hij gebruikte bakstenen in verschillende tinten rood en geel. Daartussen plaatste hij decoratieve elementen in natuursteen, zoals de twee ronde transennae met griffioenen die zich voeden aan de boom des levens. Ook zijn er acht majolicaschalen in de muur verwerkt. Daartussen bevinden zich gevelsculpturen met dieren uit het christelijke bestiarium. Het geheel geeft blijk van diverse invloeden: romaans, byzantijns, islamitisch.
Binnen bestaan grote stukken vloer uit bijzondere mozaïeken in opus sectile. Ze stammen uit verschillende periodes, maar voor het grootste deel uit circa 1150. Naast geometrische elementen bevatten ze ook plant- en diermotieven. Op veel plaatsen zijn spolia gebruikt. 
De wanden zijn bedekt met muurschilderingen. In de apsis bevindt zich een fresco waarop Christus wordt omringd door engelen, heiligen en Maria. Het wordt gedateerd op 1351 en toegeschreven aan Vitale da Bologna. Lager zijn de evangelisten, enkele kerkleraren en scènes uit het leven van Sint-Eustatius afgebeeld. De bovenmuren van het schip zijn versierd met 14e-eeuwse fresco's uit de Bolognese School. Ze zijn georganiseerd in drie banden: bovenaan scènes uit het Oude Testament, in het midden uit het Nieuwe Testament, en onderaan uit de Openbaring van Johannes. Op de westelijke wand is een muurschildering van het Laatste Oordeel aangebracht. 

## Klokkentoren
De kerk beschikt over een vrijstaande campanile. Hij is 48,5 m hoog en telt negen geledingen. Een inscriptie in de westmuur leert dat hij in 1063 werd voltooid naar een ontwerp van de architect Deusdedit. De toren heeft typische Lombardische kenmerken. Doordat de ramen naar boven toe breder en talrijker worden, krijgt het bouwwerk een bijzondere lichtheid en hoogte, wat nog eens wordt benadrukt door het ronde puntdak. In de muren van de toren, gemaakt van rode en gele baksteen, zijn keramische schalen verwerkt met afbeeldingen van bomen, vissen, vogels en bloemen. Achttien van deze schalen komen waarschijnlijk uit mediterrane landen zoals Egypte, Tunesië of Sicilië.
Binnen leidt een houten trap met 201 treden naar de achtste verdieping, waar er een uitzicht is in alle richtingen vanuit de vierlichten.

## Klooster en museum
Van de kloostergang zijn alleen nog vier kunstig gesculpteerde hoekpilaren bewaard. Enkele abdijgebouwen er rond zijn wel nog intact.
In de voormalige slaapzaal van de abdij, boven de kapittelzaal, werd een museum ingericht. Diverse stukken afkomstig uit de site worden er tentoongesteld, zoals inscripties, marmersculpturen, stucfragmenten van de oorspronkelijke kerkdecoratie, majolica, alledaagse voorwerpen en delen van oudere fresco's.
De kapittelzaal is onder het abbatiaat van Enrico (1302-1329) versierd met fresco's door een schilder die invloeden uit de school van Giotto vertoont. Een Kruisiging wordt geflankeerd door afbeeldingen van de apostelen Petrus en Paulus, alsook van Sint-Benedictus en Sint-Guido. Op de zijmuren zijn monochrome afbeeldingen van profeten te zien: Sefanja, Amos, Ezechiël (?), Daniël, Joël en Habakuk, Jeremia en Jesaja, Mozes en David.
In de volgende vleugel van het gebouw bevindt zich de voormalige eetzaal. Ook hier is er een muurschildering, toegeschreven aan de omgeving van Pietro da Rimini. Het gaat om drie taferelen: een Laatste Avondmaal, een Deësis en het veranderen van water in wijn door de heilige Guido in aanwezigheid van bisschop Gebeardo. 

## Palazzo della Ragione
In het 11e-eeuwse Palazzo della Ragione sprak de abt recht over feodale geschillen. Omdat het gebouw geen religieuze functie had, lag het wat gescheiden van het eigenlijke kloostercomplex. Het is een bakstenen gebouw met vooraan twee gaanderijen: die op het gelijkvloers telt zestien rondbogen en die op de eerste verdieping vijfentwintig.